# Dmitri Filimonov
Pour les articles homonymes, voir Filimonov.
Dmitri Olegovitch Filimonov (en russe : Дмитрий Олегович Филимонов - Dmitrij Olegovič Filimonov), né le 14 octobre 1971 à Perm en URSS et mort le 1er août 2024 est un joueur professionnel russe de hockey sur glace. Il occupe le poste de défenseur.

## Carrière
En 1988, il commence sa carrière avec son club formateur du Molot Prikamie Perm. Il rejoint le HK Dinamo Moscou avec qui il décroche le championnat d'URSS à sa première saison avec l'équipe en 1991. Le Dinamo remporte ensuite deux championnats de Russie consécutivement. Il est repêché en 3e ronde en 49e au total par les Jets de Winnipeg au repêchage d'entrée de 1991. Ses droits ayant été échangés, il débute dans la Ligue nationale de hockey en 1993-1994 avec les Sénateurs d'Ottawa. En 1996-1997, il s'aligne avec le KalPa Kuopio dans la SM-liiga puis revient au Molot Perm. Le Molot rafle la Vyschaïa Liga 2004. Il met un terme à sa carrière en 2006.
Il meurt au cours de l'été 2024.

## Carrière internationale
Il a représenté l'Équipe d'URSS au niveau international. Il a participé à la Coupe Canada 1991.

## Trophées et honneurs personnels
Superliga
- 2002 : participe au Match des étoiles avec l'équipe Est.

## Statistiques
| Saison     | Équipe                              | Ligue         |    | Saison régulière | Saison régulière | Saison régulière | Saison régulière | Saison régulière |    | Séries éliminatoires | Séries éliminatoires | Séries éliminatoires | Séries éliminatoires | Séries éliminatoires |
| Saison     | Équipe                              | Ligue         | PJ | B                | A                | Pts              | Pun              | PJ               | B  | A                    | Pts                  | Pun                  |                      |                      |
| 1988-1989  | Molot Prikamie Perm                 | Vyschaïa Liga | 12 | 2                | 1                | 3                | 4                |                  |    |                      |                      |                      |                      |                      |
| 1989-1990  | Molot Prikamie Perm                 | Vyschaïa Liga | 65 | 3                | 6                | 9                | 34               |                  |    |                      |                      |                      |                      |                      |
| 1990-1991  | Dinamo Moscou                       | URSS          | 45 | 4                | 6                | 10               | 12               |                  |    |                      |                      |                      |                      |                      |
| 1991-1992  | Dinamo Moscou                       | Superliga     | 31 | 1                | 2                | 3                | 10               |                  |    |                      |                      |                      |                      |                      |
| 1992-1993  | Dinamo Moscou                       | Superliga     | 42 | 2                | 3                | 5                | 30               |                  |    |                      |                      |                      |                      |                      |
| 1993-1994  | Senators de l'Île-du-Prince-Édouard | LAH           | 48 | 10               | 16               | 26               | 14               | --               | -- | --                   | --                   | --                   |                      |                      |
| 1993-1994  | Sénateurs d'Ottawa                  | LNH           | 30 | 1                | 4                | 5                | 18               | --               | -- | --                   | --                   | --                   |                      |                      |
| 1994-1995  | Senators de l'Île-du-Prince-Édouard | LAH           | 32 | 6                | 19               | 25               | 14               | 9                | 0  | 1                    | 1                    | 2                    |                      |                      |
| 1995-1996  | Ice d'Indianapolis                  | LIH           | 10 | 0                | 1                | 1                | 12               | --               | -- | --                   | --                   | --                   |                      |                      |
| 1996-1997  | KalPa Kuopio                        | SM-liiga      | 27 | 2                | 1                | 3                | 12               | --               | -- | --                   | --                   | --                   |                      |                      |
| 1997-1998  | Molot Prikamie Perm                 | Superliga     | 45 | 9                | 10               | 19               | 30               |                  |    |                      |                      |                      |                      |                      |
| 1998-1999  | Molot Prikamie Perm                 | Superliga     | 42 | 4                | 10               | 14               | 20               | 6                | 1  | 0                    | 1                    | 0                    |                      |                      |
| 1999-2000  | Molot Prikamie Perm                 | Superliga     | 37 | 8                | 6                | 14               | 32               |                  |    |                      |                      |                      |                      |                      |
| 2000-2001  | Molot Prikamie Perm                 | Superliga     | 42 | 10               | 11               | 21               | 47               |                  |    |                      |                      |                      |                      |                      |
| 2001-2002  | Molot Prikamie Perm                 | Superliga     | 43 | 3                | 1                | 4                | 46               |                  |    |                      |                      |                      |                      |                      |
| 2002-2003  | Molot Prikamie Perm                 | Superliga     | 40 | 2                | 4                | 6                | 36               | --               | -- | --                   | --                   | --                   |                      |                      |
| 2003-2004  | Molot Prikamie Perm                 | Vyschaïa liga | 44 | 5                | 10               | 15               | 20               | 13               | 2  | 3                    | 5                    | 8                    |                      |                      |
| 2004-2005  | Molot Prikamie Perm                 | Superliga     | 51 | 4                | 3                | 7                | 36               | --               | -- | --                   | --                   | --                   |                      |                      |
| 2005-2006  | Molot Prikamie Perm                 | Superliga     | 49 | 4                | 6                | 10               | 36               | --               | -- | --                   | --                   | --                   |                      |                      |
| Totaux LNH | Totaux LNH                          | Totaux LNH    | 30 | 1                | 4                | 5                | 18               |                  |    |                      |                      |                      |                      |                      |